# Glochidion ternateum
Glochidion ternateum är en emblikaväxtart som beskrevs av Airy Shaw. Glochidion ternateum ingår i släktet Glochidion och familjen emblikaväxter. Inga underarter finns listade i Catalogue of Life.